# Beyond Castle Wolfenstein
Beyond Castle Wolfenstein je stealth videohra o druhé světové válce z roku 1984. Jedná se o přímé pokračování hry Castle Wolfenstein a druhou hru ze série Wolfenstein. Rovněž se jedná o poslední díl, který vydalo studio Muse Software.
Hru Castle Wolfenstein napsal Silas Warner výhradně pro Apple II, zatímco pokračování vyvíjeli Warner, Eric Ace a Frank Svoboda III. současně pro Apple II a Commodore 64. Hra byla rychle portována na 8bitové počítače Atari a MS-DOS.

## Hratelnost
Hra je kombinací akční a dobrodružné videohry se stealth prvky. Odehrává se za druhé světové války v době vlády Adolfa Hitlera. Cílem hry je projít úrovně tajného berlínského bunkru, kde vůdce pořádá schůzky se svými nejbližšími. 
Hra se ovládá joystickem, páčkami nebo klávesnicí.

## Recenze
Hra byla chválena za drobné vylepšení. Kritika se zaměřovala na horší příběh, nevylepšenou grafiku, pomalé načítání a repetetivnost.